# Przegląd Motorowodny
Przegląd Motorowodny – ogólnopolskie czasopismo o sportach motorowodnych. Ukazuje się od 2000 roku z nieregularną częstotliwością (9 wydań w roku) – dwumiesięcznik zimą i miesięcznik latem. Czasopismo dostępne jest we wszystkich punktach Empiku oraz w wybranych salonach prasowych Franpress, Inmedio, Kolporter, Relay i Ruch, a także w wybranych sklepach branżowych. 

## Charakterystyka
Magazyn zajmuje się branżami:
- motorowodną (łodzie i jachty motorowe, poduszkowce, skutery wodne, przyczepy podłodziowe, silniki zaburtowe i stacjonarne, osprzęt, wyposażenie, serwis i inne usługi),
- motoryzacyjną (samochody i motocykle),
- turystyczną (obiekty na szlakach wodnych, mariny, hotele, pensjonaty, atrakcje turystyczne),
- elektroniczną (elektronika pokładowa),
- konfekcyjną (odzież ochronna na łódź, moda nad wodę),
- bankową (inwestycje, kredyty, ubezpieczenia).

W ramach czasopisma ukazuje się co roku w styczniu i dostępny w sprzedaży przez 12 miesięcy – Katalog Łodzie Motorowe. 

## Standardowe działy
- Aktualności
- Sport
- Praktyczne porady
- Prawo na wodzie
- Relacje
- Targi
- Turystyka
- Nawigacja
- Locja
- Ekologia
- Skutery wodne
- Narciarstwo wodne
- wakeboard
- Na lądzie – motoryzacja
- W powietrzu – awiacja
- Cenniki nowych łodzi
- Cenniki nowych silników
- Ogłoszenia kupię/sprzedam

## Redakcja
Redaktorem naczelnym jest Dariusz Kazanecki, były rzecznik prasowy Polskiego Związku Motorowodnego i Narciarstwa Wodnego. W latach 1995–2000 ścigał się w zawodach skuterów wodnych w klasie Jet. W latach 2009–2010 zastępcą redaktora naczelnego był Patryk Kazanecki, który w latach 2000-2007 był redaktorem, a w latach 2007-2009 sekretarzem czasopisma.